# Jednota poznání a jednání
Jednota poznání a jednání (čínsky v českém přepisu č’-sing che-i, pchin-jinem zhīxíng héyī, znaky 知行合一) je jedno z hlavních učení neokonfuciánského filozofa Wang Jang-minga, vedle doktríny o rozšíření poznání dobra a nového definování pojmu ke-wu.
Obecně konfuciáni kladli důraz na úzký vztah mezi (morálním) studiem/poznáním a morálním jednáním, podle klasické neokonfuciánské doktríny v Ču Siho (1130–1200) verzi poznání (studium) předchází jednání. Wangovi šlo o morální jednání a morální poznání,   Poznání je podle něj počátkem jednání a jednání je završením poznání“. Wang Jang-ming přišel z názorem, že poznání a jednání jsou jedno a totéž, jedno je základem druhého: Morální jednání je pak prohlubováním poznání sebe sama.
| „                                                                                                  | Učit se, vyptávat se, přemýšlet, debatovat, jednat, to vše jsou různé aspekty studia. Studovat bez jednání nelze. Vezměte studium synovské oddanosti: dříve než můžeme říci, že jsme „studovali synovskou oddanost“, musíme na sebe vzít dřinu svých rodičů a být jim zcela k dispozici, zkrátka pěstovat synovské tao na vlastní kůži; jak by se mohlo studium synovské oddanosti omezovat na mluvení o něm do vzduchu? Stejně je tomu se studiem lukostřelby: je třeba popadnout luk, založit k němu šíp a zamířit na terč. (…) V žádné době a na žádném místě se nikdy nic nemohlo nazývat studiem, co by už nepředpokládalo jednání. Začít studovat, už to znamená jednat. | “ |
| — Wang Jang-ming: Čchuan-si-lu II, in Wang jang-ming čchüan-ti, s. 92. Citováno dle Cheng, s. 512. | |   |